# 三浦謙一
三浦 謙一（みうら けんいち、1949年 - ）は、日本の計算機科学者。
1968年　東京大学理学部物理学科卒業、1973年イリノイ大学大学院計算機科学科博士課程修了。1970年代にイリノイ大学で誕生した世界初の並列計算機「イリアック4」の開発プロジェクトに参加し、1973年富士通に入社後は、「VPシリーズ」などのハードウェア・ソフトウェアの開発に携わり、2000年代には国立情報学研究所の「超高速コンピュータ網形成プロジェクト」（NAREGI）のプロジェクトリーダーを務めた。2009年にシーモア・クレイ賞受賞。

## 経歴
- 1973年 富士通入社
- 1992年 富士通アメリカ社副社長兼スーパーコンピュータ部門長
- 1998年 富士通社コンピュータ事業本部技師長
- 2000年 九州大学情報基盤センター 客員教授
- 2003年 国立情報学研究所 教授
- 2005年 国立天文台 客員教授
- 2013年 統計数理研究所 客員教授
- 2014年 高エネルギー加速器研究機構 客員教授
- 2014年 ローレンス・バークレー国立研究所 客員研究員